# Mont-l'Évêque

Mont-l'Évêque este o comună în departamentul Oise, Franța. În 1 ianuarie 2022 avea o populație de 405 de locuitori.